# Věta jednočlenná
Věta jednočlenná je taková věta, která má jen jeden základní větný člen (tedy podmět, nebo přísudek). To ji odlišuje od věty dvojčlenné, která obsahuje oba základní větné členy. 
Věty jednočlenné se dělí na věty jednočlenné slovesné (někdy také nazývané verbální) a věty jednočlenné neslovesné (jmenné). Základem prvního zmíněného druhu jednočlenných vět je slovesný tvar. Mohou vyjadřovat tělesné stavy, přírodní jevy, smyslové stavy či duševní stavy. Podobu jednočlenných vět slovesných také mají jednoduché a kategorické rozkazy („Pochodem vchod!“, „Zastavit stát!“ a další) nebo obdobné neosobním slovesem ve středním rodě vyjádřené věty (příkladem může být věta „Je dovoleno se nepřezouvat“ nebo „Zákaz vstupu“).